# The Creed Brothers
The Creed Brothers sind ein amerikanisches Tag Team, bestehend aus den Brüdern Drew Kasper und Jacob Kasper. Sie stehen zurzeit bei World Wrestling Entertainment unter Vertrag. Ihr bislang größter Erfolg war der Erhalt der NXT Tag Team Championship.

## Wrestling-Karriere

### Erste Anfänge (bis 2020)
Während des Besuches der High School in Lexington traten bereits beide Brüder im Amateur-Wrestling an. Jacob Kasper besuchte die Duke University, wo er Soziologie studierte und 2018 seinen Abschluss machte. Während seiner Zeit an der Duke University nahm er am College Wrestling für die Duke Blue Devils teil. Er war zweifacher National Collegiate Athletic Association (NCAA) All-American und dreimal NCAA Academic All-American und gewann 2018 die Schwergewichtsmeisterschaft der Atlantic Coast Conference. Er stellte einen Blue-Devils-Rekord für die meisten Siege in einer einzigen Saison auf und belegte den zweiten Platz für die Gesamtsiege seiner Karriere. Er nahm an den Olympischen Spielen 2016 in den Kategorien Griechisch-Römisch und Freestyle teil und belegte den fünften Platz. 2017 trainierte er mit dem Mixed Martial Artist Daniel Cormier, um ihm bei der Vorbereitung auf seinen Kampf mit Jon Jones bei UFC 214 zu helfen. 2018 begann er als Assistenz-Wrestling-Trainer für die Duke University zu arbeiten.
Drew Kasper besuchte die Otterbein University in Westerville, Ohio, wo er Sportwissenschaft im Hauptfach studierte und 2020 seinen Abschluss machte. Während seiner Zeit an der Otterbein University trat er im College-Wrestling für die Otterbein Cardinals mit einem Gesamtrekord von 108–13 an. Er war zweimaliger NCAA All-American. In seinem letzten Jahr hatte Kasper einen perfekten 30-0-Rekord und war die Nummer eins in den Vereinigten Staaten, nahm jedoch nicht an den NCAA-Meisterschaften 2020 teil, da diese infolge der COVID-19-Pandemie abgesagt wurden.

### World Wrestling Entertainment (seit 2020)
Im Oktober 2020 unterschrieb Jacob bei WWE, nachdem er von Gerald Brisco entdeckt worden war. Im Februar 2021 unterschrieb sein Bruder Drew bei der WWE. Im Juni 2021 bekamen die Brüder die Ringnamen Brutus Creed and Julius Creed. Am 24. August 2021 gaben sie ihr In-Ring-Debüt und schlossen sich gleichzeitig dem Stable von Roderick Strong namens Diamond Mine an. Am 15. Februar 2022 gewannen sie das Dusty Rhodes Tag Team Classic. Hierfür besiegten sie MSK Wes Lee und Nash Carter.
Am 4. Juni 2022 gewannen sie bei NXT In Your House (2022) die NXT Tag Team Championship. Hierfür besiegten sie Pretty Deadly Elton Prince und Kit Wilson. Die Regentschaft hielt 92 Tage und verloren die Titel, schlussendlich am 4. September 2022 bei einem Titelvereinigungsmatch an Elton Prince und Kit Wilson.

## Wrestling-Erfolge
- World Wrestling Entertainment
  - NXT Tag Team Championship (1×)
  - Dusty Rhodes Tag Team Classic (2022)

- Sonstige Promotions
  - NCAA All-American (4×)
  - ACC Heavyweight Championship (1×)
  - NCAA Academic All-American (3×)
  - Southern Scuffle Heavyweight Division Gewinner (2017, 2018)